# 主癸
主癸（しゅき、生没年不詳）は、殷の建国者天乙（湯）の父。甲骨文には示癸と記録されている。